# ShVAK
O ShVAK (em russo:  ШВАК: Шпитальный-Владимиров Авиационный Крупнокалиберный, Shpitalnyi-Vladimirov Aviatsionnyi Krupnokalibernyi, "Shpitalny-Vladimirov calibre largo para aeronaves") foi um canhão automático de 20 mm utilizado pela União Soviética durante a Segunda Guerra Mundial. Foi projetado por Boris Shpitalniy e Semyon Vladimirov, entrando em produção no ano de 1936. O ShVAK foi instalado em vários modelos de aeronaves soviéticas. A versão TNSh foi produzida para tanques leves (em russo:  ТНШ: Tankovyi Nudel’man-Shpitalnyi).

## Desenvolvimento e produção

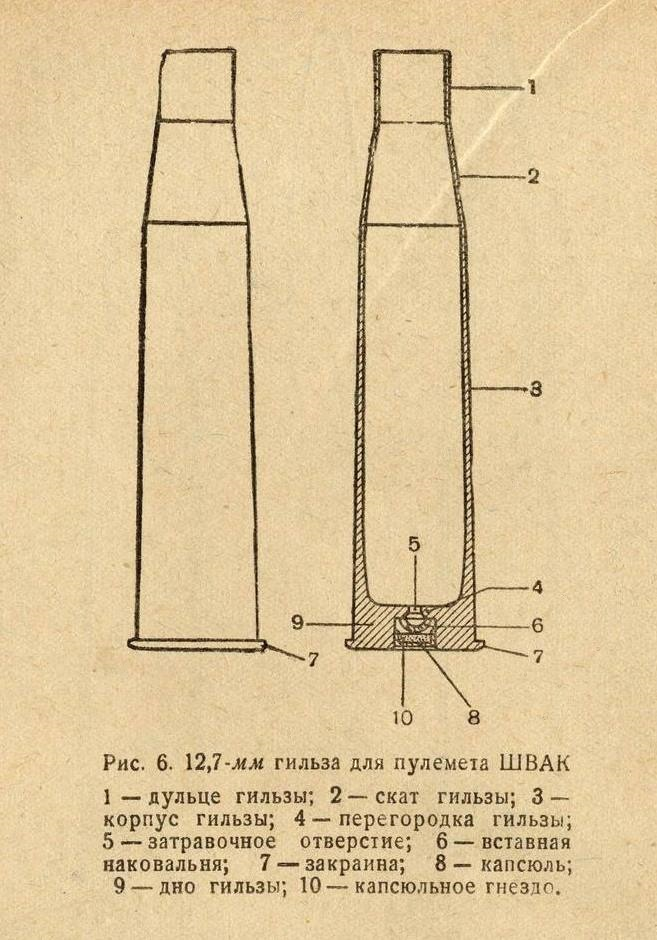
Desenho do cartucho da metralhadora ShVAK 12,7x108R

### ShVAK 12.7mm
O desenvolvimento da ShVAK 12.7 mm foi em resposta a um decreto do governo soviético de 9 de Fevereiro de 1931, ordenando que fabricantes domésticos produzissem uma metralhadora para o cartucho 12.7×108mm que havia sido introduzido alguns anos antes da metralhadora DK. O projetista de Tula, S.V. Vladimirov, respondeu ao chamado produzindo basicamente uma versão maior da ShKAS, com um longo cano de 1.246 mm e um comprimento total de 1.726 mm. O primeiro protótipo estava pronto para testes em 28 de Maio de 1932. O processo de testagem foi razoavelmente prolongado, mas a ShVAK 12.7 mm foi nominalmente adotada em serviço no ano de 1934.
A produção em série foi oficialmente iniciada em 1935 na fábrica INZ-2 em Kovrov, mas logo se atrasou pelo fato da ShVAK ser um tanto complexa de fabricar. De acordo com relatos soviéticos, das 410 ShVAK 12.7 mm planejadas para aeronaves em 1935, apenas 86 foram concluídas; na versão para tanques, 40 haviam sido solicitadas mas apenas 6 entregues naquele mesmo ano. Um relatório de inteligência ocidental de 1952 indica que apenas "algumas" ShVAK foram produzidas no calibre 12.7 mm.
Um outro problema que ajudou a complicar a utilização da arma foi que a ShVAK 12.7 mm acabou não utilizando o cartucho 12.7×108mm sem aro, utilizado pela metralhadora DK, pelo fato de ser uma adaptação do mecanismo ShKAS, que requeria seu próprio cartucho 12.7 mm. A produção da munição 12.7 mm com aro foi encerrada em 1939, quando foi decidido que a Berezin UB era preferível pois podia compartilhar a munição com a DShK.

### ShVAK 20mm
O canhão ShVAK 20 mm foi projetado em algum momento entre 1935 e 1936, com a produção em série iniciando em 1936. Alguns meses depois, a produção da versão de 12.7 mm foi encerrada. Similar a seus antecessores, o canhão ShVAK 20 mm era uma arma operada a gás, com cinta de munição com conector que se desintegrava.
Dependendo da instalação pretendida os ShVAK eram marcados com "MP" para a versão para tanques (comprimento total da arma 2.122 mm; peso 44,5 kg), "KP" para a versão montada na asa (1.679 mm de comprimento total; 40 kg), "TP" para instalações flexíveis (1.726  mm de comprimento; 42 kg), e "SP" para instalações sincronizadas.
O sistema de alimentação de "gaiola" no ShVAK 20 mm foi uma versão melhorada da ShKAS. Podia manter 11 cartuchos e ter uma operação mais suave. Assim como na ShKAS, o propósito da cadeia de alimentação era gradualmente desconectar os cartuchos, evitando qualquer enrosco na cinta. O regulador de gás do tipo Berthier tinha quatro orifícios (de 3.5, 4, 4.5 e 6 mm) permitindo que fossem selecionadas diferentes cadências de tiro. A diferença mais significativa em relação à ShKAS era que o cilindro de gás foi movido sob o cano no ShVAK, dando a este um visual mais compacto.
O fim do cano era roscado, permitindo a instalação de um tubo de redução de rajada de um comprimento que dependia dos requerimentos da instalação:

Uma das principais características desta arma é o método de solucionar as dificuldades do tubo de rajada, um problema em todas as instalações de canhões em aviões de caça. A solução simples dos soviéticos foi de deixar uma ponta de rosca no fim do cano padrão e então rosquear por qual comprimento fosse necessário, um tubo, do qual o diâmetro era pouco maior que a área de rotação do projétil. Esta configuração permitiu que a explosão e o gás vazassem por volta do projétil antes que saísse do tubo, não apenas reduzindo o efeito da explosão na arma mas também, por seu comprimento adicional, levando o projétil e a explosão para frente de partes da aeronave, que de outra forma, seriam danificadas.
Um relatório da inteligência ocidental de 1952 continha informações relevantes sobre o ShVAK 20 mm: "em relação ao seu poder, a arma é muito leve e extremamente compacta" e que "tem um alcance comparável ao nosso canhão M3, apesar de sua versão de cano curto ser 16 libras mais leve". Ele foi, entretanto, considerado "relativamente difícil de produzir" em fábricas americanas, pelo fato de ser construído de partes relativamentes flexíveis (não tratadas com aquecimento) que eram lixadas. Esta escolha de materiais foi assumida como motivada pelo desejo de permitir que as partes se "deformem e dobrem bem antes de fraturar", permitindo uma operação mais segura em uma alta cadência de tiros, mas tendo por outro lado a menor vida útil em geral da arma.
Arquivos soviéticos indicam que o ShVAK 20-mm foi produzido em largos números durante a Segunda Guerra Mundial:
- 1942 — 34.601 produzidas
- 1943 — 26.499
- 1944 — 25.633
- 1945 — 13.433
- 1946 — 754

Após a guerra, o ShVAK foi substituído pelo Berezin B-20, que oferecia um desempenho similar mas com um peso muito menor.

## Aplicações
Três Polikarpov I-16, todos produzidos em Janeiro de 1939, foram armados com a versão sincronizada da ShVAK 12.7 mm; esta curta série recebeu a designação I-16 Type 16. Os três caças passaram com sucesso nos testes da fabricante e foram entregues para a Força Aérea Soviética para os testes do estado. O cancelado Yatsenko I-28 também utilizaria a metralhadora ShVAK 12.7 mm em um par sincronizado, mas alguns poucos protótipos que voaram no verão de 1939 não tinham armamento pelo fato de seu motor não possuir um sincronizador para as armas.
O canhão ShVAK 20 mm foi instalado em asas, no nariz ou em configurações sincronizadas nos seguintes caças: Polikarpov I-153P e I-16, Mikoyan-Gurevich MiG-3, Yakovlev Yak-1, Yak-3, Yak-7, e Yak-9, LaGG-3, Lavochkin La-5 e La-7, o caça noturno Petlyakov Pe-3 e o Hawker Hurricane soviético (modificado). Foi também instalado na asa do bombardeiro Tupolev Tu-2 e algumas versões de ataque ao solo do bombardeiro Petlyakov Pe-2, que também tinha instalado em um montante fixo. Algumas versões iniciais do avião de ataque ao solo Ilyushin Il-2 também o utilizaram, mas substituído neste modelo pelo Volkov-Yartsev VYa-23 de 23 mm. O ShVAK em montante flexível foi usado nos bombardeiros Petlyakov Pe-8 e Yermolayev Yer-2.
A versão de tanque foi instalada nos tanques leves T-38 e T-60.

## Munição
A munição do ShVAK consistia em uma mistura de cartuchos de fragmentação-incendiários e de penetração em blindagem-incendiários.
| Designação da URSS | Abreviação dos EUA | Peso do projétil [g] | Velocidade de saída [m/s] | Descrição |
| ------------------ | ------------------ | -------------------- | ------------------------- | --- |
| OZ                 | HEI                | 96.0                 | 770                       | 2.8 g HE + 3.3 g incendiário |
| OZT                | HEI-T              | 96.5                 | 770                       | 2.8 g HE + 3.3 g incendiário, marcador                                                                                          |
| OF                 | HE-Frag.           | 91.0                 | 790                       | 6.7 g HE, ranhuras de fragmentação na cápsula                                                                                   |
| OFZ                | HEI-Frag.          | 91.0                 | 790                       | 0.8 g HE + 3.8 g incendiário, ranhuras de fragmentação na cápsula                                                               |
| BZ                 | API-HC             | 96.0                 | 750                       | Projétil de aço leve com núcleo de aço reforçado, envolto com 2.5 g incendiário, com uma capa balística de alumínio ou bakelite |
| BZ                 | API-HC             | 99.0                 | 750                       | Como acima, mas com a capa de aço trançado                                                                                      |
| BZ                 | API                | 96.0                 | 750                       | Tiro de aço sólico com incendiário em capa de aço trançado                                                                      |
| BZT                | API-T              | 96.0                 | 750                       | Como o acima, mas com tiro marcador na cavidade                                                                                 |
| PU                 | TP                 | 96.0                 | 770                       | HEI inerte |
| PUT                | TP-T               | 96.5                 | 770                       | Projétil de cabeça oca com marcador trançado na cavidade                                                                        |

Haviam problemas também com o desenvolvimento da munição. Haviam casos de explosão prematura na munição no cano. O primeiro problema foi resolvido em 1936 por alterar o ativador do modelo MG-3 pelo modelo MG-201, mas o problema não foi completamente eliminado até a introdução do ativador K-6 em 1938, cuja confiabilidade evitava que os projéteis fossem armados antes que estivessem 30 a 50 cm fora do cano.